# Купер, Норман (спортсмен)
Но́рман Чарльз Ку́пер (англ. Norman Charles Cooper; 12 июля 1870 — 30 июля 1920) — английский футболист и крикетист. Выступал за футбольные клубы «Кембридж Юниверсити», «Олд Брайтонианс» и «Коринтиан», а также за национальную сборную Англии.

## Биография
Родился в Норбитоне (Суррей) в семье торговца вином. Окончил Брайтонский колледж, с 1887 по 1889 год выступал за футбольную команду колледжа, в последний год своего обучения там был капитаном команды. В октябре 1889 года поступил в Джизус-колледж Кембриджского университета. С 1891 по 1893 год выступал за футбольную команду университета — «Кембридж Юниверсити», в 1893 году был капитаном команды. Также выступал за футбольные клубы «Олд Брайтонианс» и «Коринтиан» (1891—1895) и за команду футбольной ассоциации Сассекса.
25 февраля 1893 года провёл свой единственный матч за футбольную сборную Англии, выйдя на позиции левого хавбека в игре Домашнего чемпионата против сборной Ирландии. Англичане разгромили соперника со счётом 6:1.
Также играл в крикет за команду Кембриджского университета и за крикетный клуб графства Суррей.
После завершения спортивной карьеры работал банковским клерком.

## Достижения
Сборная Англии
- Победитель Домашнего чемпионата Великобритании: 1893